# 美迪娜
美迪娜，波黑裔澳大利亚籍外交官，现任澳大利亚驻沈阳代总领事。曾任澳大利亚驻华大使馆经济处二秘等职务。